# Matawinie
Matawinie (AFI: [matawini]), antaño a veces llamada Mantawa, Mantavaisie o Mattavinie, es un municipio regional de condado (MRC) de la provincia de Quebec en Canadá. Este MRC está ubicado en la región de Lanaudière. La sede y ciudad más poblada es Rawdon.

## Geografía

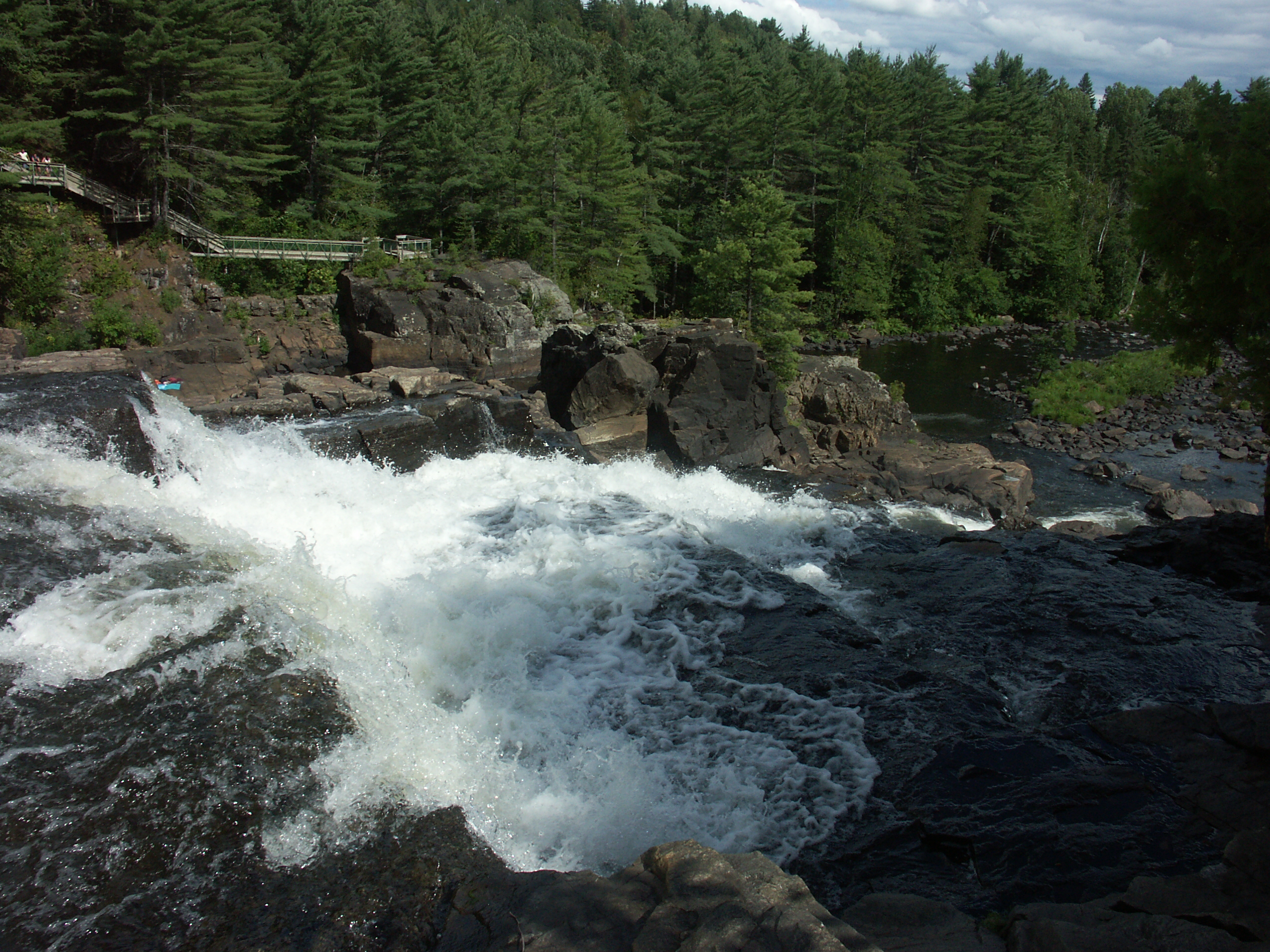
Río L’Assomption en Saint-Jean-de-Matha

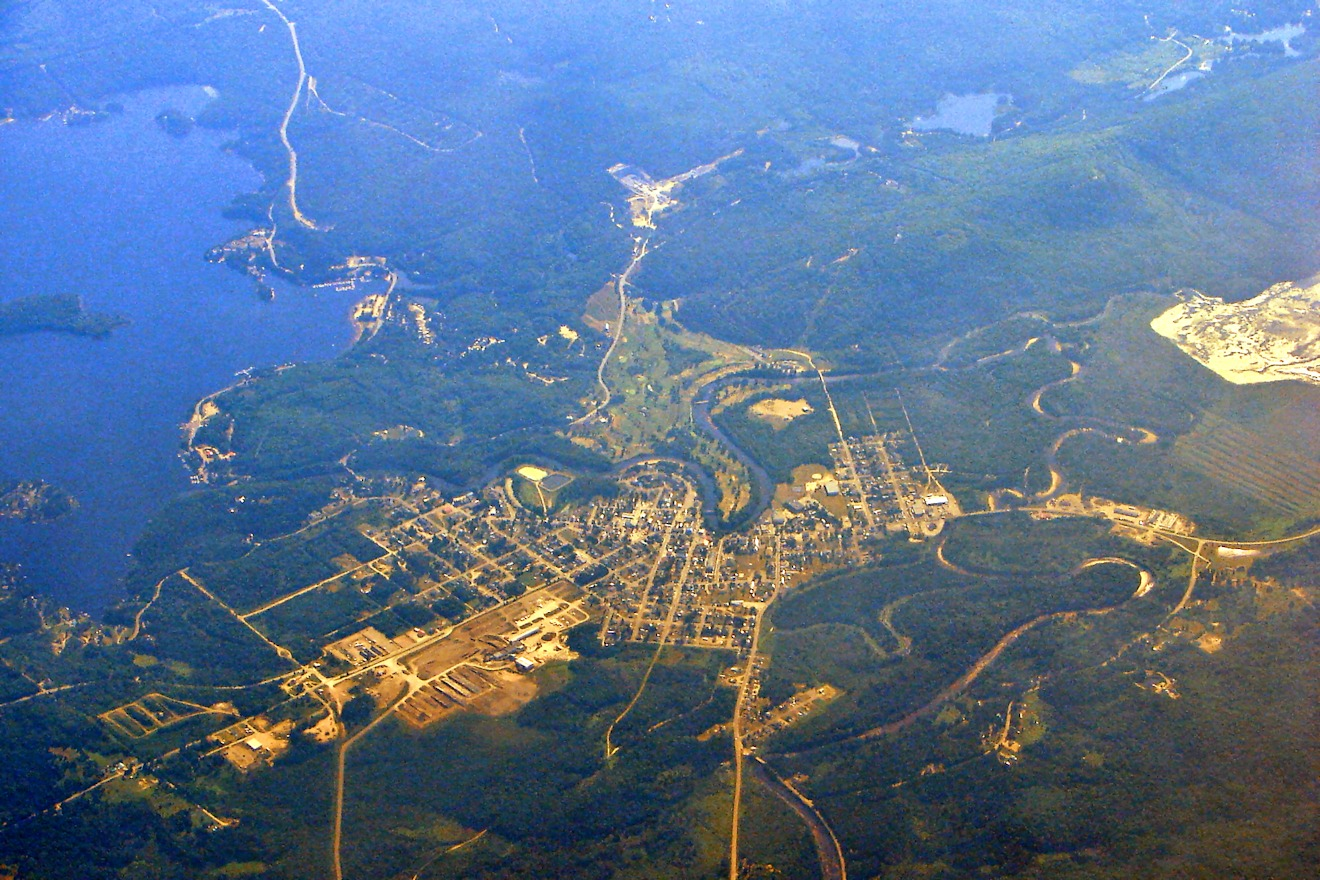
Saint-Michel-des-Saints

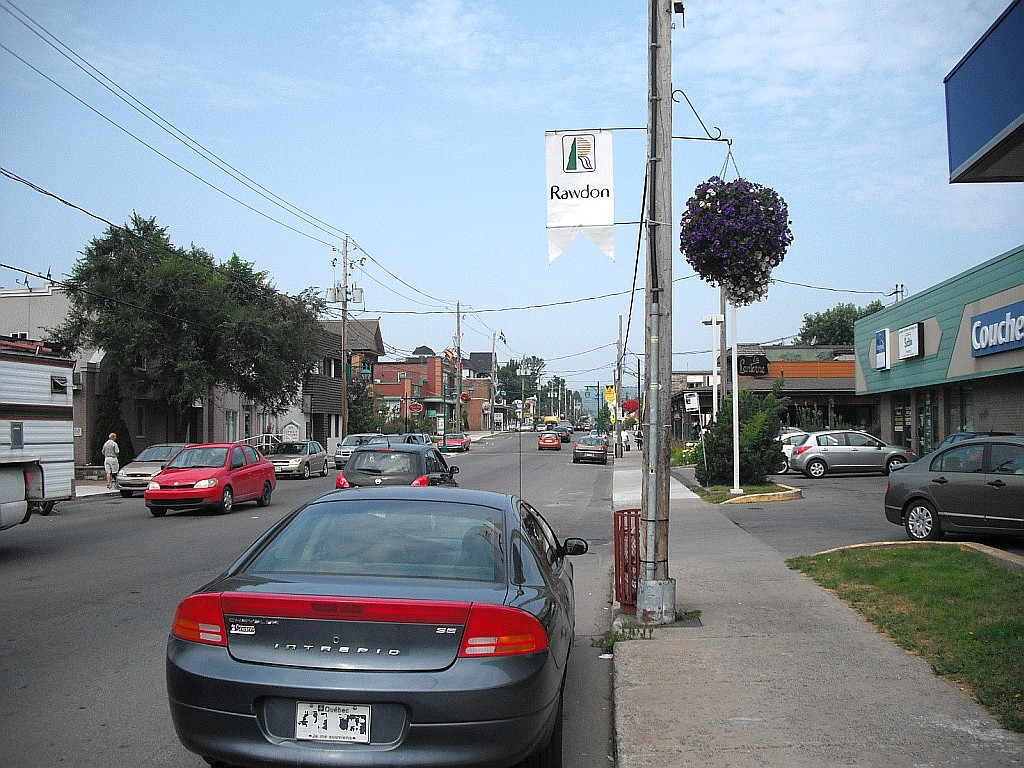
Rue Principale en Rawdon

El municipio regional de condado de Matawinie ocupa los dos tercios del territorio de la región de Lanaudière en su parte norte. Los MRC o territorios equivalentes limítrofes son La Tuque al norte, Mékinac al noreste, Maskinongé y D'Autray al este, Joliette y Montcalm al sureste, La Rivière-du-Nord, Les Pays-d'en-Haut y Les Laurentides al sur así como Antoine-Labelle al oeste. El MRC está ubicado en dos regiones natural que el macizo de Laurentides del norte, poco poblada, y el macizo de Laurentides del sur, cerca el planicie del San Lorenzo y donde vive mayoritariamente la población. Los ríos L’Assomption y Ouareau, afluentes de Rivière des Prairies, así como el río Matawin, que desemboca en el río Saint-Maurice, bañan Matawinie. El territorio incluye muchos estanques como el embalse Taureau y el lago Kempt.

## Historia

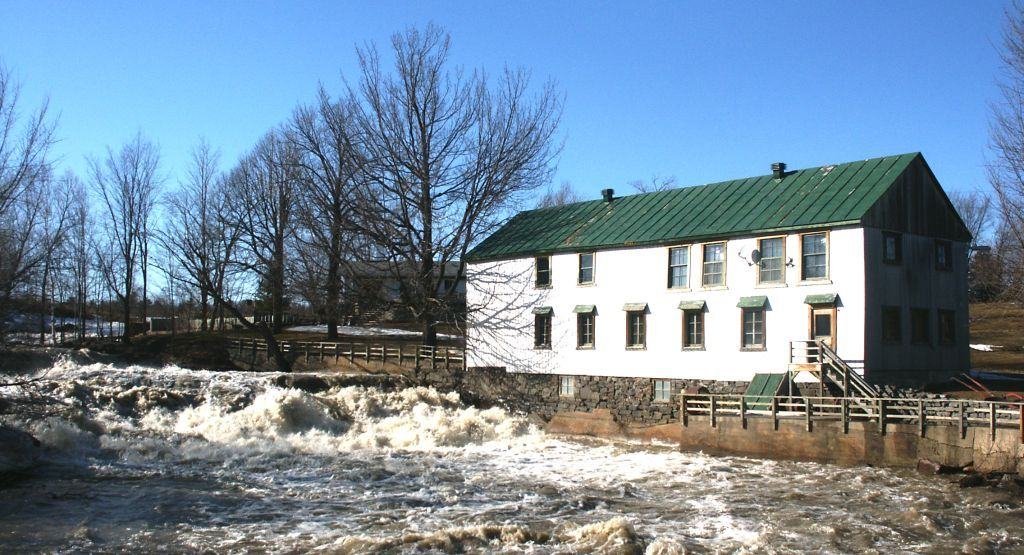
Molino Emery en Saint-Félix-de-Valois

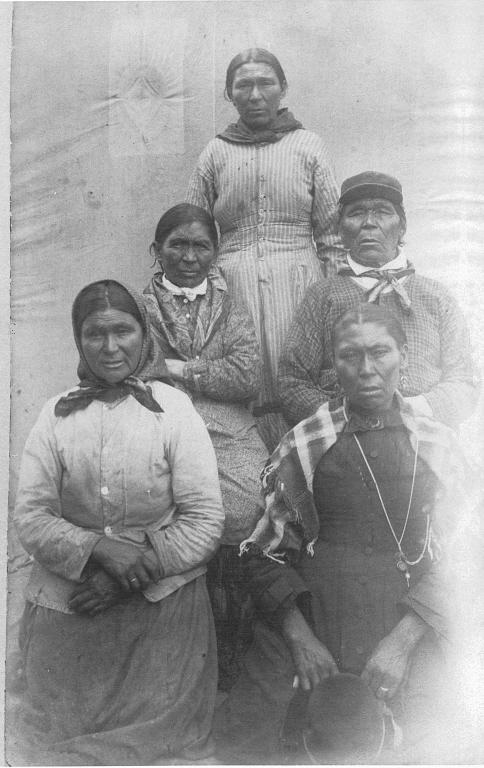
Atikamekw en Manawan hacia 1900

La colonización de la región comenzó en los años 1860. En esta época, el cura Théophile-Stanislas Provost la llamó Mantava o Mantavaisie. La región era llamada Mattavinie hacia 1908, según el nombre del río Matawin que se escribía Mattawin en esta época. El MRC fue creado en 1982 a partir de partes de territorio de los antiguos condados de Berthier, de Joliette, de Montcalm, de Maskinongé y de Saint-Maurice.

## Política
Los territorios no organizados, directamente administrados por el MRC, constituyen más de 70% del territorio. El MRC hace parte de las circunscripciones electorales de Berthier, Bertrand y Rousseau a nivel provincial y de Joliette a nivel federal.

## Población
Según el Censo de Canadá de 2011, había 49 516 personas residiendo en este MRC con una densidad de población de 5,2 hab./km². La población ha decrecido de 0,4 % entre 2006 y 2011. El número de inmuebles particulares ocupados por residentes habituales resultó de 22 172 a los cuales se suman más de 12 000 otros que son en gran parte segundas residencias. La población es mayoritariamente de origen francófona, a excepción de la comunidad Atikamekw de Manawan y de una minoría anglófona.

## Economía
La economía depende de agricultura y la industria de la madera y del plástico, así como del turismo. El turismo al aire libre es una actividad importante de la economía regional, con las zones d’exploitation contrôlée des Nymphes, Lavigne, Collin y Boullé así como las reservas de fauna de Mastigouche y de Rouge-Matawin.

## Cultura
En 1980 el espectáculo Le rêve matawinien (en francés) (El sueño matawiniano) de Christian Morissoneau y Jean-Claude Mirandette en 1980 sirvió  de inspiración a los alcaldes de la región, que escogieron dicho topónimo para el nuevo MRC.

## Componentes
Hay 15 municipios, una reserva india y 12 territorios no organizados en el territorio del MRC.
| Código | Nombre                       | Tipo                     | Fecha de constitución | Área total (km²) | Área agua (km²) | Área tierra (km²) | Población 2013 | Densidad (hab./km²) |
| ------ | ---------------------------- | ------------------------ | --------------------- | ---------------- | --------------- | ----------------- | -------------- | ------------------- |
| 62007  | Saint-Félix-de-Valois        | Municipio                | 24.12.1997            | 89,82            | 0,82            | 89,00             | 6199           | 69,7                |
| 62015  | Saint-Jean-de-Matha          | Municipio                | 01.07.1855            | 113,04           | 3,98            | 109,06            | 4464           | 40,9                |
| 62020  | Sainte-Béatrix               | Municipio                | 11.05.1864            | 83,76            | 3,01            | 80,75             | 1926           | 23,9                |
| 62025  | Saint-Alphonse-Rodriguez     | Municipio                | 01.07.1855            | 104,66           | 6,40            | 98,26             | 3156           | 32,1                |
| 62030  | Sainte-Marcelline-de-Kildare | Municipio                | 01.01.1956            | 36,65            | 1,95            | 34,70             | 1548           | 44,6                |
| 62037  | Rawdon                       | Municipio                | 28.05.1998            | 193,08           | 6,83            | 186,25            | 10 857         | 58,3                |
| 62047  | Chertsey                     | Municipio                | 13.11.1991            | 301,80           | 16,29           | 285,51            | 4926           | 17,3                |
| 62053  | Entrelacs                    | Municipio                | 01.01.1860            | 56,47            | 8,27            | 48,20             | 935            | 19,4                |
| 62055  | Notre-Dame-de-la-Merci       | Municipio                | 01.01.1950            | 262,68           | 12,99           | 249,69            | 1013           | 4,1                 |
| 62060  | Saint-Donat                  | Municipio                | 19.02.1904            | 388,89           | 37,82           | 351,07            | 4155           | 11,8                |
| 62065  | Saint-Côme                   | Municipio                | 01.01.1873            | 169,45           | 5,70            | 163,75            | 2260           | 13,8                |
| 62070  | Sainte-Émélie-de-l’Énergie   | Municipio                | 10.06.1884            | 156,37           | 5,32            | 151,05            | 1642           | 10,9                |
| 62075  | Saint-Damien                 | Parroquia                | 06.09.1870            | 268,92           | 15,85           | 253,07            | 1978           | 7,8                 |
| 62080  | Saint-Zénon                  | Municipio                | 07.10.1895            | 493,22           | 34,26           | 458,96            | 1265           | 2,8                 |
| 62085  | Saint-Michel-des-Saints      | Municipio                | 03.03.1979            | 569,52           | 73,77           | 495,75            | 2448           | 4,9                 |
| 62802  | Manawan                      | Reserva india            | .                     | 7,60             | 0,03            | 7,57              | 2129           | 281,2               |
| 62902  | Lac-Minaki                   | Territorio no organizado | 01.01.1986            | 82,28            | 4,44            | 77,84             | -              | -                   |
| 62904  | Lac-Devenyns                 | Territorio no organizado | 01.01.1986            | 134,73           | 31,27           | 103,46            | -              | -                   |
| 62906  | Baie-de-la-Bouteille         | Territorio no organizado | 01.01.1986            | 2180,10          | 242,25          | 1937,85           | 5              | -                   |
| 62908  | Lac-Matawin                  | Territorio no organizado | 01.01.1986            | 796,58           | 49,00           | 747,58            | 15             | -                   |
| 62910  | Lac-Legendre                 | Territorio no organizado | 01.01.1986            | 770,15           | 64,60           | 705,55            | -              | -                   |
| 62912  | Saint-Guillaume-Nord         | Territorio no organizado | 01.01.1986            | 820,51           | 65,84           | 754,67            | 65             | 0,1                 |
| 62914  | Lac-des-Dix-Milles           | Territorio no organizado | 01.01.1986            | 237,52           | 13,54           | 223,98            | -              | -                   |
| 62916  | Lac-Santé                    | Territorio no organizado | 01.01.1986            | 16,90            | 0,76            | 16,14             | -              | -                   |
| 62918  | Baie-Obaoca                  | Territorio no organizado | 01.01.1986            | 1479,61          | 219,02          | 1260,59           | -              | -                   |
| 62919  | Lac-Cabasta                  | Territorio no organizado | 01.01.1986            | 7,05             | 1,72            | 5,33              | -              | -                   |
| 62920  | Baie-Abitenne                | Territorio no organizado | 01.01.1986            | 642,54           | 110,15          | 532,39            | -              | -                   |
| 62922  | Lac-au-Taureau               | Territorio no organizado | 01.01.1986            | 5,08             | 0,32            | 4,76              | -              | -                   |
| 620    | Matawinie                    | MRC                      | 01.01.1982            | 10 469,12        | 1036,17         | 9432,95           | 48 857         | 5,2                 |